# Litani
Der Litani (arabisch نهر الليطاني Nahr al-Līṭānī) ist ein Fluss im südlichen und südöstlichen Libanon. Mit 140 km ist er der längste Fluss, der auf seiner ganzen Länge innerhalb des Libanon verläuft. Der Litani war bei den Römern als Leontes bekannt.

## Geographie
Der Litani entspringt auf der Bekaa-Ebene westlich von Baalbek und fließt durch diese in südlicher Richtung. Bei Nabatäa schwenkt der Litani nach Westen und wird von nun an Qasmiyya-Fluss genannt. In diesem Bereich durchfließt er auf 30 km eine bis zu 275 m tiefe Schlucht. Nachdem er aus den Bergen herausgetreten ist, fließt er durch das Hügelland der Dschabal-ʿAmil-Region dem Mittelmeer entgegen, in das er nördlich von Tyros mündet. Sein Einzugsgebiet umfasst ca. 2290 km². Der ebenfalls in der Bekaa-Ebene nur etwa 30 km von der Quelle des Litani entfernt entspringende Orontes ist insgesamt länger, durchfließt aber Syrien und mündet schließlich in der Türkei ins Meer.
Der Fluss bildet die geographische Grenze zwischen dem Oberen Galiläa im Süden und dem Libanongebirge an seinem Nordufer.
Die Leontesbrücke, eine römische Segmentbogenbrücke, überquert den Fluss 10 km nördlich von Tyros in der Gegend von Nahr Abou Assouad.

## Nutzung
Der Litani wird wirtschaftlich für die Stromerzeugung, zur Wasserversorgung und zur Bewässerung genutzt. Zu diesem Zwecke wurde in den 1950er Jahren bei dem Dorf Quaraoun der Quaraoun-Staudamm gebaut. Das Wasser wird durch Tunnel und Pumpstationen Beirut zugeführt. Es wird geschätzt, dass der Fluss im langjährigen Durchschnitt 920 Mio. m3 Wasser pro Jahr führt.
Das Wasser des Litani ist von hoher Qualität. Der Salzgehalt liegt bei 20 ppm (parts per million), das Wasser des Sees Genezareth beispielsweise hat einen bedeutend höheren Salzgehalt von 250–350 ppm.

## Bedeutung des Litani im Nahostkonflikt
Die Versorgung mit Wasser ist für den Nahostkonflikt von mitentscheidender Bedeutung. Sowohl Israel einschließlich der palästinensischen Gebiete als auch der Libanon können ihren Wasserbedarf nicht vollständig decken. Von libanesischer Seite wird behauptet, dass es Israel deshalb nach dem Wasser des Litani dürste und einen Grund für die Eroberung der Golanhöhen 1967 und den Libanonkrieg 1982 gesucht habe.
Im Zusammenhang mit der militärischen Situation im Nahostkonflikt wurde der Litani von Israel als Grenze betrachtet, deren Überschreitung z. B. durch syrische Truppen als ernsthafte Bedrohung der eigenen Sicherheit eingeschätzt werden würde. Im Rahmen der Operation Litani 1978 und während des Libanonkriegs 1982 bis 1985 wurde das Gebiet südlich des Flusses von israelischen Truppen besetzt.
Laut der Resolution 1701 des UN-Sicherheitsrates mit Beendigung des Libanonkriegs von 2006 dürfen sich keine militärischen oder paramilitärischen Verbände außer der libanesischen Armee und der UNIFIL südlich des Litani-Flusses aufhalten, also weder Hisbollah noch israelische Armee.
In Folge der konflikthaften Zuspitzung der politischen und militärischen Situation durch den Krieg in Israel und Gaza seit 2023 und der israelischen Bodenoffensive im Südlibanon 2024 wurde eine dauerhafte israelische Kontrolle über die Region bis an das Ufer des Litani von verschiedenen, politisch rechten Gruppierungen wie Uri Tzafon oder Herut als notwendig erachtet, um die Sicherheit Israels garantieren zu können. Diesen Plänen zufolge würden Israelische Siedlungen bis zum Litani errichtet werden.

## Belege
1. ↑  Hussein A. Amery: The Litani River of Lebanon. In: Geographical Review. 83. Jahrgang, Nr. 8, S. 229 ff. (englisch, web.macam.ac.il (Memento des Originals vom 14. Februar 2018 im Internet Archive)).
2. ↑  Wortlaut der Resolution in deutscher Übersetzung
3. ↑  Eskalation zwischen Israel und Hisbollah Siedlungspläne vom rechten Rand - taz
4. ↑  The Last Lebanon War To achieve victory, Israel must force territorial losses on its enemies - Tablet
5. ↑  Inside the Movement to Settle Southern Lebanon - Jewish Currents